# Clubwedstrijd
Een clubwedstrijd (of clubrace) is een wegrace of motorcross in clubverband. 
Crosses zijn relatief eenvoudig te organiseren, bij clubraces moet een (duur) circuit gehuurd worden.